# Spyderco
Spyderco (укр. Спа́йдерко, від англ. Spider) — американська компанія, яка займається виготовленням ножів, засобів догляду за ними та аксесуарів. Серед продукції найвідомішими є складні кишенькові ножі. «Spyderco» є винахідником багатьох елементів, які нині поширені в складних ножах, в тому числі кишеньковий затискач (кліпса), серейтор і отвір в клинку для відкривання ножа однією рукою.

## Історія
Першим продуктом Spyderco була так звана «Портативна рука», виготовлена у 1976 році. Це спеціальний пристрій який складався з шарнірів та зажимів «крокодил», призначений для допомоги ювелірам та іншим особам при роботі з дрібними деталями. За зовнішнім виглядом пристрій нагадував павука і цей факт надихнув Села Глессера на назву компанії. На той час він проживав разом з дружиною у хлібовозі переобладнаному під будинок на колесах та подорожував по США, відвідуючи виставки.
У 1978 році сімейство Глессерів осіло в містечку Голден, округ Джефферсон, штат Колорадо і зайнялося виробництвом керамічних точил. Перший ніж був виготовлений для Села Глессера Джимом Оддо. Прототип ножа C01 Worker вперше був представлений на виставці «SHOT Show» у Новому Орлеані і відразу викликав інтерес у публіки та професійних виробників ножів, тому що поєднував у собі відразу декілька інновацій, які пізніше стали атрибутами складних ножів. Вперше було застосовано кліпсу для зручного носіння ножа в кишені та отвір в клинку для швидкого відкривання ножа одною рукою (круглий отвір є торговою маркою Spyderco). Завдяки знайомству з дизайнером ножів, японцем Ал Маром, Селу вдалося наладити серійний випуск моделі у Японії.
Відтоді компанія створила сотні моделей складних ножів та запровадила багато інновацій, таких як серейторний клинок у складних ножах ( вперше втілений у моделі C02 Mariner у 1982 році), нові види сталі та матеріали руків'я.

## Діяльність

### Клинкова сталь
Spyderco експериментувала з новими сталями для клинка протягом багатьох років. У 1994 році компанія першою застосувала порошкову металургію для виробництва ножів, та першою почала використовувати сталь H-1 для виготовлення складного ножа. Типи сталей, які використовувала Spyderco:
- 52100 — сталь з якої виготовляються підшипники.
- 154CM — американська нержавіюча сталь преміум класу (модифікація сталі 440C).
- 8Cr13MoV — китайська нержавіюча сталь, використовується у моделях Tenacious, Persistence, Ambitious, Resilience, Grasshopper, Kiwi3 та лінійці Byrd. Часто порівнюється з AUS-8, але містить більше вуглецю.
- 9Cr18Mo — китайська сталь вищої якості, яка в основному використовується для перукарських ножиць та хірургічних інструментів.
- 440C — нержавіюча сталь, відрізняється корозієстійкістю та легко піддається заточуванню.
- Aogami Super — високоякісна японська сталь, яка виготовляється компанією Hitachi.
- ATS-55 — нержавіючої сталі схожа на АТС-34 зі зменшеним вмістом молібдену, використовувалася тільки Spyderco до початку 2000-х років.
- AUS-6 — схожа за властивостями з 440a, використовувалася в бюджетних моделях Spyderco.
- AUS-8 — часто використовувана японська сталь зі вмістом ванадію.
- AUS-10 — японська нержавіюча сталь, зі вмістом вуглецю як у 440C, але меншим вмістом хрому.
- BG-42 — нержавіюча сталь, розроблена для підшипників, часто порівнюється з АТС-34, яка має аналогічні властивості.
- CTS-XHP — нержавіюча версія D2, яка має аналогічні властивості, виготовляється компанією Carpenter Technology.
- CTS-20CP — версія S90V від Carpenter Technology, з трохи зниженим вмістом хрому. Особливістю є неймовірна зносостійкість.
- CTS-BD1 — вдосконалена версія G2 від Carpenter Technology.
- D2 — інструментальна сталь з високими показниками, яка має на 1% менше хрому, ніж потрібно для класифікації її, як нержавіючої сталі.
- G2 (GIN-1) — недорога нержавіюча сталь від Hitachi. М'ягша ніж AUS-8.
- H-1 —
- MBS-26 —
- N690CO —
- CPM-M4 (AISI M4) —
- CPM S30V —
- CPM-S60V —
- CPM-S90V (420V) —
- VG-10,(V金10号) —
- ZDP-189 —

### Бренд «Byrd»
Корпорація Spyderco також виготовляє бюджетні ножі під брендом «Byrd». Виробництво, на відміну від основної продукції, розташоване в південно-східній Азії, ножі виготовляються з дешевших матеріалів, що дозволяє суттєво знизити ціну на кінцевий продукт. Складні ножі «Byrd» мають характерний отвір на клинку у формі комети.